# دماوند وسمکن
دماوند (پارسی میانه: Dmavund) یکی از نجیب‌زادگان ساسانی در سده چهارم میلادی در زمان حکومت شاپور دوم و یک وسمکن بود. شاپور دماوند را پس از شکست اپکن با ۹۰۰ هزار سرباز به ارمنستان فرستاد اما او نیز از ارتش واساک مامیکونیان شکست خورد و کشته شد.